# Karel Cikrle
Karel Cikrle (* 17. února 1935 Bosonohy) je moravský římskokatolický duchovní, spoluautor Jednotného kancionálu, hudebník a muzikolog. Jde o staršího bratra 13. sídelního brněnského biskupa Vojtěcha Cikrleho.

## Životopis
Po maturitě na gymnáziu studoval v Brně Janáčkovu akademii múzických umění a hudební vědu na Filozofické fakultě Masarykovy univerzity odkud byl z ideologických – náboženských důvodů před promocí vyloučen. Poté pracoval jako dělník v cihelně, pak v továrně. V roce 1966 byl přijat do semináře v Litoměřicích, 5. července 1970 byl vysvěcen na kněze. Od té doby působil na různých místech v duchovní správě v brněnské diecézi, mj. v Břeclavi a v Rouchovanech. V letech 1990 až 2008 byl farářem v Brně-Komárově, od roku 2008 působí jako výpomocný duchovní ve farnosti Brno-Lesná.
Byl jedním ze skupiny redaktorů první verze Jednotného kancionálu (1973), redaktorem jeho verze současné (1988, 2004) a jeho tří varhanních doprovodů (1980, 1992, 2004). Vedle toho zredigoval pro křesťanskou mládež zpěvník Hlaholík (1968, 1970).
Od roku 1982 spolu s Antonínem Láníkem organizoval měsíční Instruktáže varhaníků v Brně na Křenové. V roce 1990 začal učit liturgickou hudbu na Konzervatoři Brno, o rok později inicioval založení Varhanické školy (pozdější ZUŠ se zaměřením na církevní hudbu). V roce 1992 stál u zrodu sdružení chrámových hudebníků Musica sacra – Jednota na zvelebení církevní hudby na Moravě a podnítil založení Kabinetu duchovní hudby na JAMU. V roce 1995 inicioval vznik diecézního Střediska pro liturgickou hudbu, které jako hudební referent brněnské diecéze vedl do roku 2012.

## Publikace
Je autorem knihy Varhanická zbožnost (2005), spoluautorem publikací Příručka pro varhaníky (1999) a Direktář pro varhaníky (2005), podílel se na vydání titulů Zpěvy mezi čteními (2003), Škola na varhany (2011) a ediční řady Varhanní preludia (2005–2014). Uspořádal rovněž oblíbený zpěvník pro mládeže Hlaholík.